# Брукс (Орегон)
Брукс (англ. Brooks) — переписна місцевість (CDP) в США, в окрузі Меріон штату Орегон. Населення — 472 особи (2020).

## Географія
Брукс розташований за координатами 45°3′3″ пн. ш. 122°57′27″ зх. д. / 45.05083° пн. ш. 122.95750° зх. д. (45.050806, -122.957479).  За даними Бюро перепису населення США в 2010 році переписна місцевість мала площу 1,34 км², уся площа — суходіл.

## Демографія
Згідно з переписом 2010 року, у переписній місцевості мешкало 398 осіб у 139 домогосподарствах у складі 108 родин. Густота населення становила 297 осіб/км².  Було 173 помешкання (129/км²).
Расовий склад населення:
| - 75,4 % — білих - 3,0 % — азіатів - 2,0 % — корінних американців - 18,6 % — осіб інших рас |

До двох чи більше рас належало 1,0 %. Частка іспаномовних становила 26,4 % від усіх жителів.
За віковим діапазоном населення розподілялося таким чином: 25,4 % — особи молодші 18 років, 56,8 % — особи у віці 18—64 років, 17,8 % — особи у віці 65 років та старші. Медіана віку мешканця становила 37,9 року. На 100 осіб жіночої статі у переписній місцевості припадало 100,0 чоловіків;  на 100 жінок у віці від 18 років та старших — 91,6 чоловіків також старших 18 років.
Середній дохід на одне домашнє господарство  становив 67 458 доларів США (медіана — 72 833), а середній дохід на одну сім'ю — 84 090 доларів (медіана — 95 104). За межею бідності перебувало 18,2 % осіб, у тому числі 3,8 % дітей у віці до 18 років та 42,1 % осіб у віці 65 років та старших.
Цивільне працевлаштоване населення становило 448 осіб. Основні галузі зайнятості: освіта, охорона здоров'я та соціальна допомога — 42,4 %, транспорт — 13,8 %, інформація — 10,7 %, мистецтво, розваги та відпочинок — 9,8 %.